# Galaxie Media
Galaxie Media est un groupe indépendant qui édite des sites internet d’information spécialisés dans le high-tech et possède une activité de régie publicitaire.

## Histoire
En 2018, André Baden Semper (Directeur général), Isabelle Dumonteil (Directrice des rédactions) et Kim Huynh (Directrice des opérations) s’associent pour reprendre la filiale française du groupe américain Purch (ex-Bestofmedia). La nouvelle entité, baptisée Galaxie Media, édite alors Tom’s Guide France, Tom’s Hardware France et Nexxdrive.
10 mois plus tard, Bernard David Corroy (Directeur technique, Trafic, SEO et revenus performances) entre dans le capital de l’entreprise et apporte les sites dont il est propriétaire : Phonandroid, Papergeek, Plusdebonsplans et Dealbuzz.
Ce rachat renforce l’activité d’éditeur du groupe qui compte alors une audience dé-dupliquée de 5,5 millions de visiteurs uniques en juin 2019. En janvier 2020, Galaxie Media devient l’éditeur de la version française du célèbre site britannique TechRadar.

## Les sites du groupe
Phonandroid.com est un magazine consacré à l'actualité Android et à l’univers de la high-tech lancé en juillet 2010.
Papergeek.com est un site spécialisé dans les dernières tendances technologiques, l'actualité Internet et la culture geek dont le lancement a eu lieu en mai 2016.
Tom’s Guide France traite de l’actualité des nouvelles technologies, de l’informatique et de la pop-culture. En plus de l’actualité, il propose des tests et des guides d’achat. Le site existe depuis 2007.
Tom’s Hardware France aborde l’actualité du hardware et du matériel informatique consacrés au gaming. La version française existe depuis 2007.
Plusdebonsplans, dont le lancement a eu lieu en 2010, est un site qui recense des bons plans disponible sur le net, des échantillons gratuits, des codes de réductions et des promotions en tout en genre.
Techradar France propose de l'actualité web et high tech, des tests et des guides d’achat. La version anglaise a vu le jour en 2008 et sa déclinaison française a été lancée début 2020. 